# Bundesstraße 55a

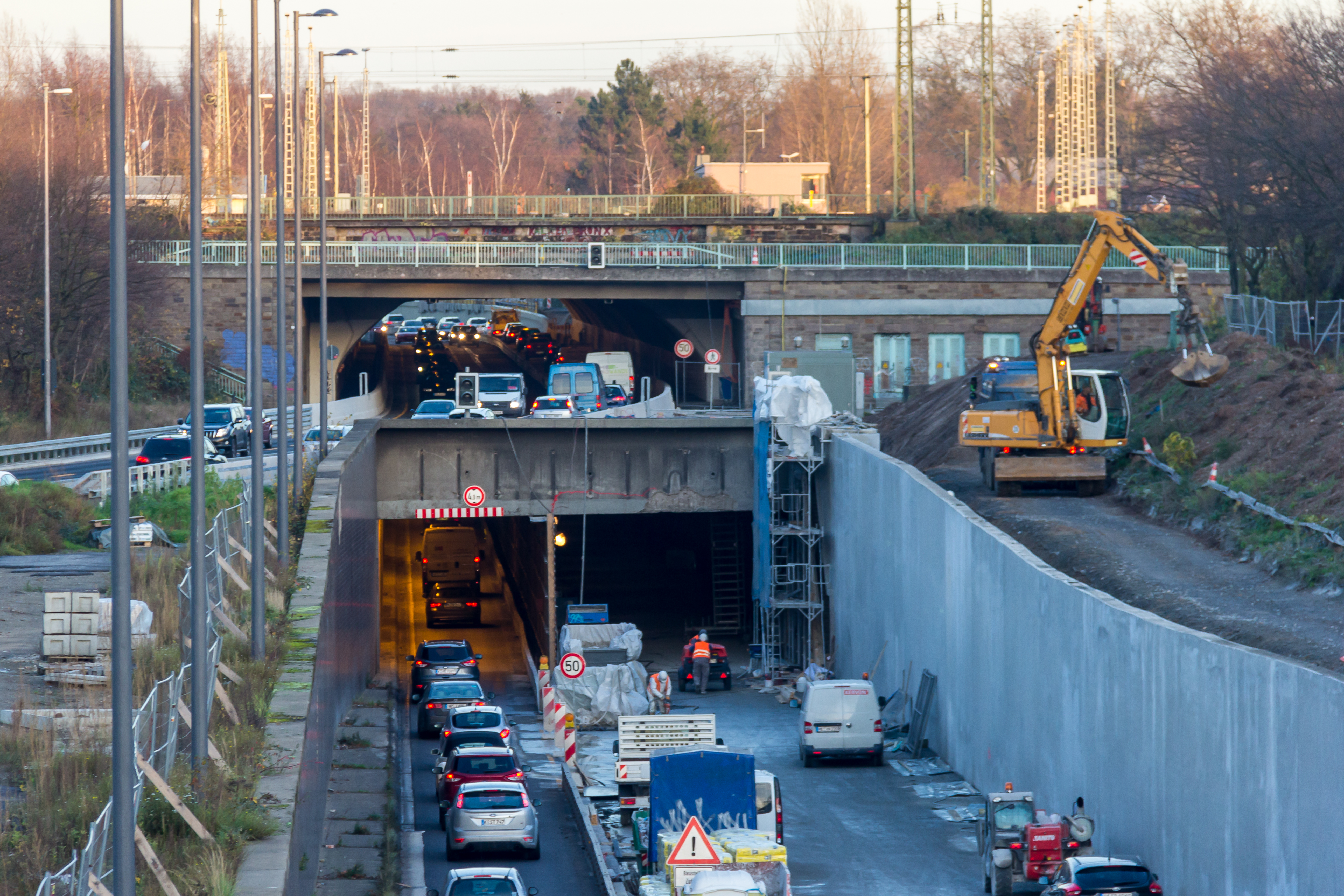
Doppelstock-Tunnel Köln-Kalk (während der Sanierungsmaßnahmen im Dezember 2015)

Die Bundesstraße 55a (Abkürzung: B 55a) ist eine im offiziellen Verzeichnis der deutschen Bundesfernstraßen nicht aufgeführte Straße in Nordrhein-Westfalen und war ursprünglich im Rahmen der weitgehend verworfenen Planung der Kölner Stadtautobahn als Verlängerung der A 57 zum östlichen Teil des Kölner Autobahnrings geplant. Sie liegt vollständig im Stadtgebiet von Köln und hat eine Länge von rund sechs Kilometern. Die Straßenbaulast liegt somit bei der Stadt Köln und nicht beim Landesbetrieb Straßenbau NRW.

## Verlauf
In Höhe der Neusser Straße (B 9) beginnt die B 55a als Verlängerung der Inneren Kanalstraße (L 100) und führt in östlicher Richtung als sechsspurige Kraftfahrstraße bis zum Autobahnkreuz Köln-Ost, wo sie in die Bundesautobahn 4 in Richtung Olpe übergeht. Dabei überquert sie zunächst den Rhein auf der Zoobrücke, führt an der Kölner Messe vorbei und unterquert dann in einem rund 600 Meter langen Tunnel den Rangierbahnhof Kalk-Nord. Sie ist außerdem mit den Bundesstraßen 51 (Konrad-Adenauer-Ufer) und 8 (Frankfurter Straße) verbunden. Die B 55 verläuft wenige hundert Meter südlich, weitgehend parallel zur B 55a.
Die B 55a wird auf der Zoobrücke von der Kölner Seilbahn überquert, die vom linksrheinischen Zoogelände zum rechtsrheinischen Rheinpark führt.
Ein autobahnähnlicher Zubringer der B55 / B256 zwischen Bergneustadt Südring und der Anschlussstelle Reichshof/Bergneustadt, ehemals als Bundesautobahn 451 geplant, wird ebenfalls unter der Bezeichnung B 55a geführt.

## Sanierung des „Grenztunnels“ Köln-Kalk (2014–2019)
Der Tunnel, der die Gleisanlagen des Rangierbahnhofs sowie die Germania- und Remscheider Straße unterquert, ist doppelstöckig ausgelegt, was bundesweit sehr selten ist. Die Fahrstreifen in Richtung Osten verlaufen unterhalb der Fahrbahn Richtung Westen. Aufgrund bei einer Überprüfung durch die Kölner Feuerwehr zu Tage getretener notwendiger baulicher, insbesondere brandschutztechnischer, Nachbesserungen wurde im Juli 2014 mit der grundlegenden Sanierung begonnen, die eigentlich im Februar 2016 beendet sein sollte, sich aber aufgrund von Baumängeln, Presseberichten zufolge, bis Ende 2018, verzögern sollte. Schlussendlich ist der Tunnel seit dem 14. Januar 2019 wieder vollständig, in jeder Richtung dreispurig, befahrbar. Seit dem 27. August 2020 ist auch die vorübergehende Geschwindigkeitsbeschränkung von 50 km/h aufgehoben und es ist wieder durchgängig Tempo 80 erlaubt.